# Cookie decorating

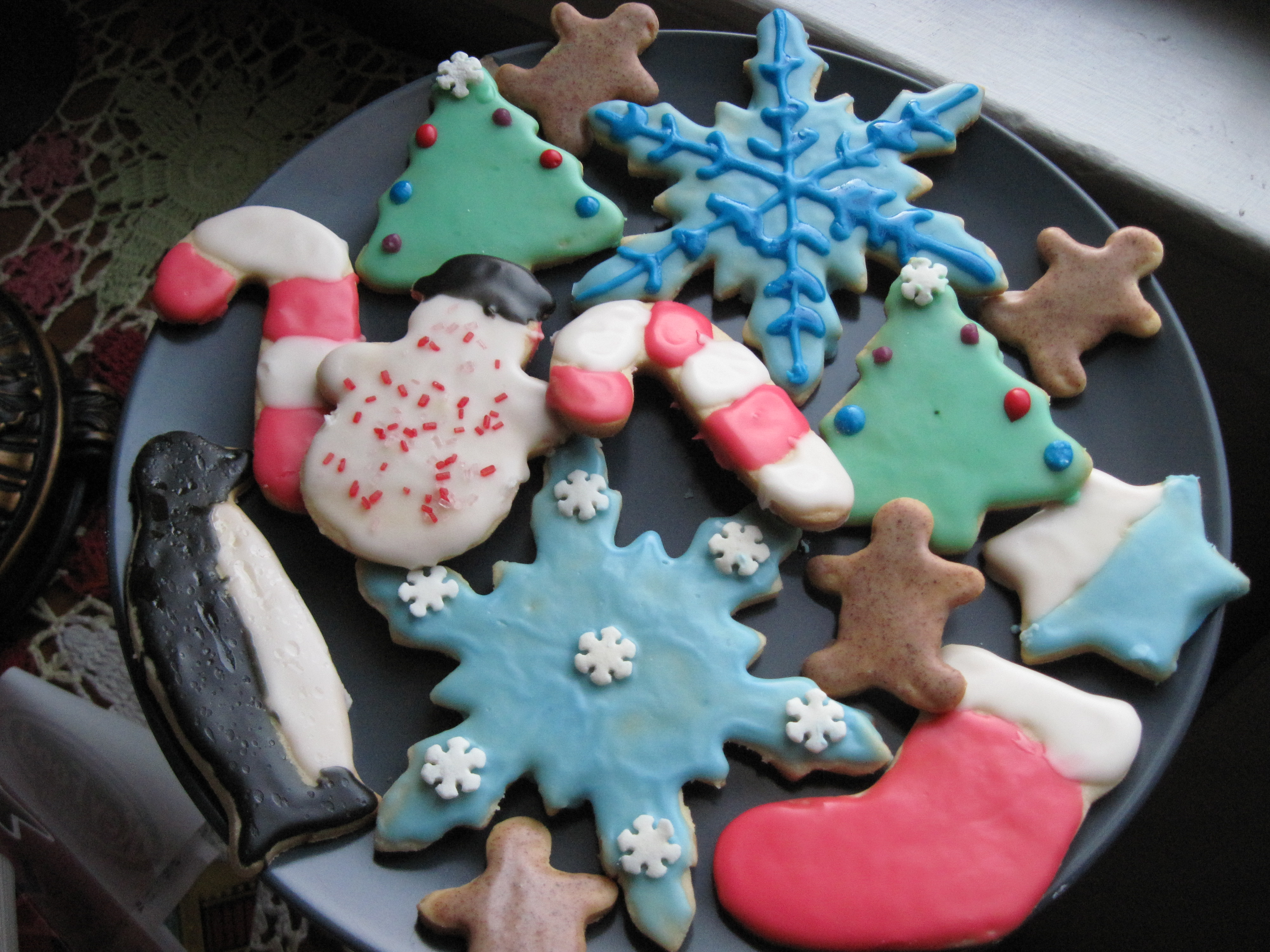
Des biscuits de Noël décorés.

Le cookie decorating (littéralement « décoration de biscuits ») remonte au moins au XIVe siècle, lorsqu'en Suisse, des moules à biscuits Springerle étaient sculptés dans le bois et utilisés pour imprimer des motifs bibliques sur les biscuits (cookies).
L'élément artistique de la fabrication de biscuits remonte également à l'Allemagne médiévale, où le Lebkuchen était façonné en formes fantaisistes et décoré avec du sucre. L'histoire de Hansel et Gretel, publiée dans les contes de Grimm en 1812, a inspiré les cartes de Noël allemandes en pain d'épices. Au XVIIe siècle, les colons hollandais et allemands ont introduit aux États-Unis des emporte-pièces, des moules décoratifs et des décorations de biscuits de fête.
Le glaçage, le glaçage royal et le fondant sont tous des choix populaires pour décorer les biscuits. Aujourd'hui, les traditions de décoration de biscuits se poursuivent dans de nombreux endroits du monde et comprennent des activités telles que des fêtes de décoration de biscuits, des concours, la création de bouquets de biscuits et de paniers de biscuits, et tout simplement la décoration de biscuits avec les enfants comme activité familiale.

## Histoire
L'une des plus anciennes formes de décoration de biscuits enregistrées est le Springerle, et le plus ancien moule de Springerle connu est conservé au musée national suisse de Zurich, en Suisse. Ce moule de forme ronde a été sculpté dans du bois au XIVe siècle et représente l'agneau de Pâques.
Un moule ou une presse à Springerle (rouleaux à pâtisserie sculptés) est utilisé pour imprimer une image ou un dessin sur un biscuit. Ces biscuits sont les biscuits de Noël traditionnels en Bavière et en Autriche depuis des siècles. Pour ajouter à l'effet décoratif, les motifs peuvent être colorés avec du colorant alimentaire ou, lorsqu'ils sont utilisés à des fins décoratives uniquement, avec des peintures à la détrempe ou acryliques.
À l'origine, les Springerle affichaient des scènes bibliques et étaient utilisés pour enseigner la Bible aux analphabètes. Par la suite, les biscuits ont été décorés de scènes profanes représentant des images d'événements de la vie, comme des mariages et des naissances.